# Dechristianize
| Recensione | Giudizio |
| ---------- | -------- |
| Allmusic   |          |

Dechristianize è il quinto album della band death metal statunitense Vital Remains. Pubblicato dalla Century Media Records il 22 agosto 2003. Le tematiche trattate nell'album si rifanno alla Scristianizzazione della Francia durante la Rivoluzione francese. L'intro del brano ""Let the Killing Begin"- include una sezione di citazioni dal poema O Fortuna e voci registrate dal film La più grande storia mai raccontata. Quest'album è il primo ad avere alla voce il cantante dei Deicide Glen Benton, ed è generalmente considerato come il migliore album della band.

## Tracce
- Tutti i brani ad opera di Tony Lazaro e Dave Suzuki

1. Let the Killing Begin – 1:59
2. Dechristianize – 8:56
3. Infidel – 6:17
4. Devoured Elysium – 5:44
5. Savior to None... Failure for All... – 6:37
6. Unleashed Hell – 5:58
7. Rush of Deliverance – 7:07
8. At War with God – 7:55
9. Entwined by Vengeance – 10:00

## Formazione
- Glen Benton - voce
- Tony Lazaro - chitarra ritmica
- Dave Suzuki - chitarra solista, basso, batteria